# Монтгомери (Џорџија)
Монтгомери (енгл. Montgomery) насељено је место без административног статуса у америчкој савезној држави Џорџија.

## Демографија
По попису из 2010. године број становника је 4.523, што је 389 (9,4%) становника више него 2000. године.
| Група             | 2000.         | 2010.         |
| Белци             | 3.612 (87,4%) | 3.463 (76,6%) |
| Афроамериканци    | 384 (9,3%)    | 398 (8,8%)    |
| Азијати           | 25 (0,6%)     | 65 (1,4%)     |
| Хиспаноамериканци | 61 (1,5%)     | 526 (11,6%)   |
| Укупно            | 4.134         | 4.523         |